# Кливленд чарџ
Кливленд чарџ (енгл. Cleveland Charge) амерички је кошаркашки клуб из Кливленда у Охају. Клуб се такмичи у НБА развојној лиги и тренутно је филијала НБА тима Кливленд кавалирси.

## Имена клуба
Због мењања локација, клуб је кроз своју историју неколико пута мењао име:
- Хантсвил флајт (2001—2005)
- Албукерки тандербердси (2005—2010)
- Њу Мексико тандербердси (2010—2011)
- Кантон чарџ (2011—2021)
- Кливленд чарџ (2012—тренутно)

## Успеси
- НБА развојна лига:
  - Првак (1): 2005/06.
  - Финалиста (1): 2003/04.

## Познатији играчи
- Џош Акојон
- Алан Андерсон
- Андреас Глинијадакис
- Хорхе Гутијерез
- Саша Каун
- Мајкл Ли
- Самардо Самјуелс
- Дижон Томпсон
- Лук Харангоди
- Кевин Џоунс